# Clifton (bande dessinée)
Pour les articles homonymes, voir Clifton.
Clifton  ou Une Aventure du colonel Clifton est une série de bande dessinée d'aventure policière franco-belge humoristique créée par l'auteur Raymond Macherot en 1959 pour Le Journal Tintin, et éditée en album à partir de 1961 chez Le Lombard.

## Histoire éditoriale
Clifton apparaît pour la première fois dans Le Journal Tintin — numéro no 50 daté du 16 décembre 1959 pour la Belgique et numéro no 588 daté du 28 janvier 1960 pour la France — sous la plume de Raymond Macherot, l'un des auteurs vedettes du journal avec sa série Chlorophylle. Celui-ci délaisse temporairement la bande dessinée animalière pour s'aventurer dans le récit policier.
Macherot souhaite en effet « changer d'univers » et faire une histoire de détective. Les grands auteurs de ce genre étant à l'époque britanniques, il décide de créer un personnage de détective anglais qu'il détermine par un mélange d'archétypes : « J'ai combiné trois personnages folkloriques que l'on retrouve en Angleterre : le chef scout, le colonel en retraite et le détective amateur. »
C'est l'occasion pour Macherot de faire revivre sous sa plume les villes et campagnes anglaises aperçues lors de la Seconde Guerre mondiale : « Je voulais avoir l'occasion de dessiner les petits coins que j'ai connus. Un vrai plaisir ! Il y a certainement une part de nostalgie de cette année 1945 que j'avais passée en Angleterre, tout un univers avec ces pilotes de chasse et leurs moustaches en guidon de bicyclette… » Pour le véhicule de son détective, il n'a pas à chercher de documentation puisqu'il le fait circuler dans la même voiture qu'il possède à l'époque, une MG TD Midget.
Macherot aime animer ce personnage : « Je crois que c'est mon personnage préféré, je me suis vraiment amusé avec le colonel Clifton. » Mais il ne réalise que trois histoires de 30 pages — Les Enquêtes du colonel Clifton, Clifton à New York et Clifton et les Espions — car Raymond Leblanc, fondateur du Journal Tintin et des éditions Le Lombard, souhaite qu'il se consacre uniquement à Chlorophylle,. Mécontent, Macherot quitte Le Journal Tintin pour rejoindre en 1965 Le Journal de Spirou. Son contrat le contraignant à abandonner les personnages créés pour Le Journal Tintin, qui demeurent propriété du Lombard, il y propose une nouvelle série animalière, Sibylline. 
La série reprend grâce à Greg, rédacteur en chef du Journal Tintin depuis 1965 qui s'attèle à remodeler et rajeunir l'hebdomadaire en lançant de nouvelles séries dont il est lui-même le scénariste, comme Bruno Brazil, Bernard Prince, Luc Orient ou Olivier Rameau. Il écrit un scénario, Les Lutins diaboliques, et en confie le dessin à Jo-El Azara, dessinateur vedette du journal avec la série Taka Takata. L'histoire est publiée à partir du no 1060 du journal daté du 20 février 1969 mais Azara préfère ne pas continuer pour se consacrer à Taka Takata. 
Greg recrute alors le scénariste Bob de Groot et le dessinateur Turk, deux membres de son studio qui viennent de lancer leur série Robin Dubois. Ils se rôdent sur deux courts récits avant de se lancer dans des récits plus longs : Le Mystère de la voix qui court (14 planches publiées du no 1153 du journal daté du 3 décembre 1970 au no 1158 daté du 7 janvier 1971) et Les émeraudes se font la malle (16 planches publiées dans Tintin Sélection no 15 du second trimestre 1972). 
La parution de la première histoire longue, Le Voleur qui rit, avec l'assistance de Greg pour le scénario, débute dans le no 1249 du journal daté du 5 octobre 1972. Le duo Turk et de Groot anime ensuite la série avec succès mais en 1983, Turk est contraint d'abandonner après l'album Kidnapping. Il ne peut plus soutenir le rythme de production imposé par la réalisation de trois séries en parallèle. Outre Robin Dubois, il a aussi créé  Léonard avec Bob de Groot à la fin des années 1970.
Pour le remplacer, Jean-Luc Vernal, alors rédacteur en chef du Journal de Tintin, propose le nom de Bédu, auteur dans l'hebdomadaire depuis huit ans avec les séries Le P'tit Prof, Ali Béber et Hugo. Celui-ci connaît parfaitement le personnage pour être un inconditionnel du travail de Raymond Macherot, de son style simple et efficace, au trait élégant : « Ce qu'il a réalisé n'a jamais été et ne sera jamais égalé. » Pour cette reprise, Bédu choisit d'adapter son dessin : « Je reprends ici une série dont le graphisme est totalement différent de celui que je pratique habituellement. Du P'tit prof à Hugo, j'ai développé un dessin nerveux et parfois confus. Macherot, le créateur de Clifton, puis Turk qui lui a succédé, ont un style plus percutant, un trait plus net, plus précis… »
Bédu fait ses classes sur un premier récit complet de 14 planches, Passé composé, qui sera publié dans Super Tintin détective privé en avril 1984. Ce récit sera développé dans une première histoire à suivre, publiée sous le même titre dans Le Journal Tintin no 483 daté du 11 décembre 1984 — dans lequel la série fait la couverture avec comme annonce « Clifton : 25 ans ! » — au no 490 daté du 29 janvier 1985. Peu à peu Bob de Groot ralentit son rythme de production, accaparé par les séries Robin Dubois et Léonard, en sorte qu'à partir de 1989 Bédu assure également l'écriture des scénarios. En 1995, celui-ci abandonne à sont tour la série pour faire face au succès d'une série humoristique qu'il dessine depuis trois ans pour Le Journal de Spirou : Les Psy, sur un scénario de Raoul Cauvin.
Après une interruption de plusieurs années, la série renaît en 2003. Bob de Groot reprend le scénario et le dessin est confié à Michel Rodrigue, avec qui il vient de travailler sur la série Doggyguard. Rodrigue participe aux scénarios et signe même seul Balade irlandaise en 2008. Mais Le Lombard arrête la série après cet album, faute de ventes suffisantes.
Clifton est relancé une nouvelle fois en 2016, à la suite du succès de nouveaux albums scénarisés par le prolifique Zidrou d'autres séries anciennes telles que Chlorophylle, Léonard ou Ric Hochet. À cette occasion, Turk est de retour au dessin : « On a discuté [avec Zidrou] et il m'a demandé si je n'avais pas envie de faire autre chose que Léonard pour me changer les idées, ce qui pourrait me plaire. Après 45 albums, c'est vrai qu'on tournait un peu en rond. Et depuis que j’avais abandonné Clifton je l'avais très vite regretté. J'avais l’idée de le reprendre mais ce n'était pas possible alors que d'autres auteurs travaillaient dessus. »

## Contenu

### Synopsis
Harold Wilberforce Clifton est un détective britannique amateur, ancien colonel du MI-5. À la retraite, il partage son temps entre ses loisirs, et les enquêtes qu'on lui propose. Il s'agit soit de particuliers, soit de ses anciens collègues du MI-5 ou de Scotland Yard. Le colonel Clifton doit alors faire face à des situations très périlleuses, desquelles il sort toujours victorieux.

### Personnages
- Harold Wilberforce Clifton : Héros de la série, ancien pilote de la RAF et ancien colonel du MI-5, aujourd'hui à la retraite. Ses loisirs sont principalement la collection de bagues de cigares, le scoutisme (il adore le scoutisme, il part tous les ans en vacances dans un camp scout en Écosse), s'occuper de ses chats et les enquêtes policières. Sous la plume du duo Turk-De Groot, il semble être un croisement entre Léonard et le shérif Fritz Alwill, deux des plus célèbres personnages du duo. Comme le premier, il est vif et intelligent, et comme le deuxième il est sans cesse confronté à la bienveillance parfois envahissante de Miss Partridge, sa femme de ménage obsédée par l'ordre. Angleterre oblige, Clifton ressemble vestimentairement, dans certaines aventures, à Sherlock Holmes, et comme lui, il parvient toujours à son but mais en frôlant souvent la mort. Son parapluie dissimule une arme (une carabine). Il est un excellent détective malgré son statut d'amateur, et pour preuve il a élucidé toutes les affaires auxquelles il a participé. Il vit à Puddington, une petite ville fictive d'Angleterre. Ses cheveux sont blonds, ses yeux noirs, il mesure environ 1,90 m, porte une grosse moustache et est âgé d'environ 45 ans.
- Miss Partridge : Femme de ménage et gouvernante du colonel Clifton. Les amateurs de Robin Dubois et de Léonard reconnaîtront en elle une fusion de Cunégonde et de Mathurine. Elle ne peut pas concevoir de quitter la maison s'il y a du ménage à faire, et ce même si des malfaiteurs sont sur le point d'arriver à Puddington pour régler des comptes avec Clifton. Bienveillante et maternelle, elle rappelle le colonel à l'ordre lorsque celui-ci part affronter des gangsters sans prendre sa veste ou son écharpe au risque de s'enrhumer. Obsédée par l'ordre, elle s'inquiète plus de l'état de propreté des accessoires du colonel que de lui.
- John Haig : Commissaire à Scotland Yard. Par certains égards, il rappelle Basile, le disciple de Léonard : benêt, lent à comprendre, maladroit.
- Lieutenant Strawberry : Agent de police dont la fonction principale, pour l'intrigue, consiste à lui mettre des amendes ; cordialement détesté par le colonel, il prend soin, à chaque rencontre, à lui dresser des contraventions.

Le flegme britannique et les mœurs anglaises sont utilisés par les deux amis. Miss Partridge, la domestique, est de tous les albums, et l'inspecteur principal de Scotland Yard, John Haig, revient de façon récurrente. Clifton est une série à côté majoritairement humoristique (surtout pendant la période Turk/Bob de Groot) avec le dessin rond de Turk et les dialogues souvent fins de Bob de Groot.

## Albums

### Tableau récapitulatif
| Titre | Scénariste | Dessinateur | Éditeur | Année |
| Première série Les albums sont publiés en édition brochée avec couverture souple dans les collections du Lombard (Jeune Europe, Une histoire du journal Tintin et Vedette) et ne sont pas numérotés | Première série Les albums sont publiés en édition brochée avec couverture souple dans les collections du Lombard (Jeune Europe, Une histoire du journal Tintin et Vedette) et ne sont pas numérotés | Première série Les albums sont publiés en édition brochée avec couverture souple dans les collections du Lombard (Jeune Europe, Une histoire du journal Tintin et Vedette) et ne sont pas numérotés | Première série Les albums sont publiés en édition brochée avec couverture souple dans les collections du Lombard (Jeune Europe, Une histoire du journal Tintin et Vedette) et ne sont pas numérotés | Première série Les albums sont publiés en édition brochée avec couverture souple dans les collections du Lombard (Jeune Europe, Une histoire du journal Tintin et Vedette) et ne sont pas numérotés |
| --- | --- | --- | --- | --- |
| Les Enquêtes du colonel Clifton (Collection Jeune Europe no 6) | Raymond Macherot | Raymond Macherot | Lombard | 1961 |
| Clifton à New York (Collection Jeune Europe no 15) | Raymond Macherot | Raymond Macherot | Lombard | 1962 |
| Clifton et les Espions (Collection Une histoire du journal Tintin) | Raymond Macherot | Raymond Macherot | Lombard | 1965 |
| Les Lutins diaboliques (Collection Vedette no 10) | Greg | Jo-El Azara | Lombard | 1971 |
| Le Voleur qui rit (sous le titre Une aventure du colonel Clifton, Collection Vedette no 23) | Greg, Bob de Groot | Turk | Lombard | 1973 |
| Alias lord X (sous le titre Une aventure du colonel Clifton, Collection Vedette no 33) | Bob de Groot | Turk | Lombard | 1975 |
| Sir Jason (sous le titre Une aventure du colonel Clifton, Collection : Jeune Europe, non numéroté)                                                                                                  | Bob de Groot | Turk | Lombard | 1976 |
| Série actuelle | | | | |
| 1. Ce cher Wilkinson | Bob de Groot | Turk | Lombard, Dargaud | 1978 (ISBN 2-205-01292-4) |
| 1. Ce cher Wilkinson | Bob de Groot | Turk | Lombard | 1994 (ISBN 2-8036-0314-4) |
| 1. Ce cher Wilkinson | Bob de Groot | Turk | Lombard | 1999 (ISBN 2-80361-438-3) |
| 1. Ce cher Wilkinson | Bob de Groot | Turk | Lombard | 1999 (ISBN 2-80361-441-3) |
| 2. Le Voleur qui rit (Réédition du no 23 de la Collection Vedette) | Greg | Turk | Lombard, Dargaud | 1978 (ISBN 2-205-01446-3) |
| 3. Sept Jours pour mourir | Bob de Groot | Turk | Dargaud | 1979 (ISBN 2-8036-0316-0) |
| 4. Alias lord X (Réédition du no 33 de la Collection Vedette + 2 courts récits Les émeraudes se font la malle et Roue libre)                                                                        | Bob de Groot | Turk | Lombard, Dargaud | 1980 (ISBN 2-8036-0317-9) |
| 4. Alias lord X (Réédition du no 33 de la Collection Vedette + 2 courts récits Les émeraudes se font la malle et Roue libre)                                                                        | Bob de Groot | Turk | Lombard | 1980 (ISBN 2-8036-0317-9) |
| 5. Atout... cœur ! | Bob de Groot | Turk | Lombard | 1981 (ISBN 2-8036-0318-7) |
| 5. Atout... cœur ! | Bob de Groot | Turk | Le Lombard | 1997 (ISBN 2-80361-296-8) |
| 6. Une panthère pour le colonel | Bob de Groot | Turk | Lombard | 1982 (ISBN 2-8036-0004-8) |
| 7. Sir Jason (Réédition de l'album publié dans la Collection Jeune Europe) | Bob de Groot | Turk | Lombard | 1982 (ISBN 2-8036-0023-4) |
| 8. Week-end à tuer | Bob de Groot | Turk | Lombard | 1984 (ISBN 2-8036-0430-2) |
| 9. Kidnapping | Bob de Groot | Turk | Lombard | 1984 (ISBN 2-8036-0465-5) |
| 10. Passé composé | Bob de Groot | Bédu | Lombard | 1986 (ISBN 2-8036-0540-6) |
| 10. Passé composé | Bob de Groot | Bédu | Le Lombard | 1996 (ISBN 2-8036-0540-6) |
| 11. La Mémoire brisée | Bob de Groot | Bédu | Lombard | 1987 (ISBN 2-8036-0612-7) |
| 12. Dernière Séance | Bob de Groot | Bédu | Lombard | 1988 (ISBN 2-8036-0684-4) |
| 13. Matoutou-Falaise | Bob de Groot | Bédu | Lombard | 1990 (ISBN 2-8036-0765-4) |
| 14. Le Clan Mac Gregor | Bédu | Bédu | Lombard | 1991 (ISBN 2-8036-0929-0) |
| 15. Mortelle Saison | Bédu | Bédu | Lombard | 1993 (ISBN 2-8036-1005-1) |
| 16. Le Baiser du cobra | Bédu | Bédu | Lombard | 1995 (ISBN 2-8036-1093-0) |
| 17. Les Lutins diaboliques (Réédition du no 10 de la Collection Vedette + diverses histoires courtes)                                                                                               | Greg, Bob de Groot | Jo-El Azara, Turk, Bédu | Lombard | 1997 (ISBN 2-8036-1245-3) |
| 18. Jade | Bob de Groot | Michel Rodrigue | Lombard | 2003 (ISBN 2-80361-669-6) |
| 19. Lune Noire | Bob de Groot | Michel Rodrigue | Lombard | 2004 (ISBN 2-80362-0073) |
| 20. Élémentaire, mon cher Clifton ! | Bob de Groot d'après un synopsis de Michel Rodrigue | Michel Rodrigue | Lombard | 2006 (ISBN 2-80362-084-7) |
| 21. Balade irlandaise | Michel Rodrigue | Michel Rodrigue | Lombard | 2008 (ISBN 978-2-8036-2300-6) |
| 22. Clifton et les Gauchers contrariés | Zidrou | Turk | Lombard | 2016 (ISBN 978-2-8036-3624-2) |
| 23. Just married | Zidrou | Turk | Lombard | 2017 (ISBN 978-2-8036-7009-3) |
| 24. Le Dernier des Clifton | Zidrou | Turk | Lombard | 2023 (ISBN 978-2-8082-1146-8) |
| Intégrales | | | | |
| Spécial Clifton Les Enquêtes du colonel Clifton, Clifton à New York, Clifton et les Espions | Raymond Macherot | Raymond Macherot | Le Lombard | 1981 |
| Clifton : L'Intégrale Les Enquêtes du colonel Clifton, Clifton à New York, Clifton et les Espions                                                                                                   | Raymond Macherot | Raymond Macherot | Niffle | 2003 (ISBN 2-87393-041-1) |
| Intégrale Clifton 1 Les Enquêtes du colonel Clifton, Clifton à New York, Clifton et les Espions, Les Lutins diaboliques                                                                             | Raymond Macherot, Greg, Jo-El Azara | Raymond Macherot, Greg, Jo-El Azara | Le Lombard | 2011 (ISBN 978-2-8036-2777-6) |
| Intégrale Clifton 2 Le Voleur qui rit, Alias Lord X, Sir Jason, Ce cher Wilkinson | Greg, Turk, Bob de Groot | Greg, Turk, Bob de Groot | Le Lombard | 2011 (ISBN 978-2-8036-2830-8) |
| Intégrale Clifton 3 Sept Jours pour mourir, Atout... coeur !, Une panthère pour le colonel, Week-end à tuer                                                                                         | Turk, Bob de Groot | Turk, Bob de Groot | Le Lombard | 2011 (ISBN 978-2-8036-2835-3) |
| Intégrale Clifton 4 Kidnapping, Passé composé, La Mémoire brisée, Dernière Séance | Turk, Bob de Groot, Bédu Dossier réalisé par Jacques Pessis | Turk, Bob de Groot, Bédu Dossier réalisé par Jacques Pessis | Le Lombard | 2011 (ISBN 978-2-8036-2839-1) |
| Intégrale Clifton 5 Matoutou-falaise, Le Clan McGregor, Mortelle Saison, Le Baiser du cobra | Bob de Groot, Bédu | Bob de Groot, Bédu | Le Lombard | 2011 (ISBN 978-2-8036-2858-2) |
| Intégrale Clifton 6 Jade, Lune noire, Élémentaire, mon cher Clifton !, Balade irlandaise | Bob de Groot, Michel Rodrigue | Bob de Groot, Michel Rodrigue | Le Lombard | 2011 (ISBN 978-2-8036-2865-0) |

### Albums originaux
D'abord édité dans la collection Jeune Europe, la série disparaît quelques années, mis à part un album de Jo-El Azara en 1971 dans la Vedette. La reprise de la série par Turk se fait d'abord sous le titre Une aventure du colonel Clifton pour trois albums, toujours dans la collection Vedette, qui seront réédités ensuite dans la série régulière simplement nommée Clifton qui démarre en 1978.
Cette liste propose les albums par ordre chronologie de parution ; les numéros ne sont donc pas les numéros de tomes réels.

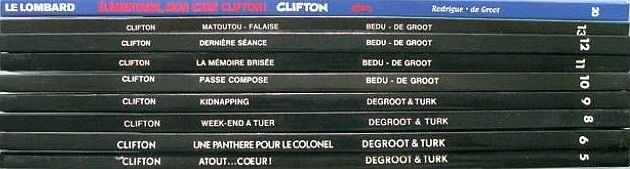
Quelques albums.

- 1 Les Enquêtes du colonel Clifton, Le Lombard, Jeune Europe, Bruxelles, janvier 1961
Scénario et dessin : Raymond Macherot
- 2 Clifton à New York, Le Lombard, Jeune Europe, Bruxelles, janvier 1962
Scénario et dessin : Raymond Macherot
- 3 Clifton et les Espions, Le Lombard, Histoires du journal Tintin, Bruxelles, janvier 1965
Scénario et dessin : Raymond Macherot
- 4 Les Lutins diaboliques[17], Le Lombard, Vedette, Bruxelles, janvier 1971
Scénario : Greg - Dessin : Jo-El Azara
- 5 Le Voleur qui rit, Le Lombard, Vedette, Bruxelles, octobre 1973
Scénario : Greg - Dessin : Turk
- 6 Alias Lord X, Le Lombard, Histoire du journal Tintin, Bruxelles, février 1975
Scénario : Bob De Groot - Dessin : Turk
- 7 Sir Jason, Le Lombard, Vedette, Bruxelles, janvier 1976
Scénario : Bob De Groot - Dessin : Turk
- 8 Ce Cher Wilkinson, Le Lombard, Bruxelles, août 1978
Scénario : Bob De Groot - Dessin : Turk
- 9 Sept Jours pour mourir, Le Lombard, Bruxelles, janvier 1979
Scénario : Bob De Groot - Dessin : Turk
- 10 Atout... cœur !, Le Lombard, Bruxelles, janvier 1981
Scénario : Bob De Groot - Dessin : Turk
- 11 Une panthère pour le colonel, Le Lombard, Bruxelles, janvier 1982
Scénario : Bob De Groot - Dessin : Turk
- 12 Week-end à tuer, Le Lombard, Bruxelles, janvier 1984
Scénario : Bob De Groot - Dessin : Turk - Couleurs : Denise Dubreuil
- 13 Kidnapping, Le Lombard, Bruxelles, octobre 1984
Scénario : Bob De Groot - Dessin : Turk
- 14 Passé composé, Le Lombard, Bruxelles, janvier 1986
Scénario : Bob De Groot - Dessin : Bédu - Couleurs : Liliane
- 15 La Mémoire brisée, Le Lombard, Bruxelles, avril 1987
Scénario : Bob De Groot - Dessin : Bédu - Couleurs : Liliane
- 16 Dernière Séance, Le Lombard, Bruxelles, novembre 1988
Scénario : Bob De Groot - Dessin : Bédu - Couleurs : Liliane
- 17 Matoutou-Falaise, Le Lombard, Bruxelles, janvier 1990
Scénario : Bob De Groot - Dessin : Bédu - Couleurs : Liliane
- 18 Le Clan Mc Gregor, Le Lombard, Bruxelles, octobre 1991
Scénario et dessin : Bédu - Couleurs : Liliane
- 19 Mortelle Saison, Le Lombard, Bruxelles, mai 1993
Scénario et dessin : Bédu - Couleurs : Liliane
- 20 Le Baiser du cobra, Le Lombard, Bruxelles, janvier 1995
Scénario et dessin : Bédu - Couleurs : Liliane
- 21 Jade, Le Lombard, Bruxelles, mars 2003
Scénario : Bob De Groot - Dessin : Michel Rodrigue - Couleurs : Liliane Denayer
- 22 Lune noire, Le Lombard, Bruxelles, octobre 2004
Scénario : Bob De Groot - Dessin : Michel Rodrigue - Couleurs : Liliane Denayer
- 23 Élémentaire, mon cher Clifton !, Le Lombard, Bruxelles, novembre 2006
Scénario : Bob De Groot - Dessin : Michel Rodrigue - Couleurs : Liliane Denayer
- 24 Balade irlandaise, Le Lombard, Bruxelles, mars 2008
Scénario et dessin : Michel Rodrigue - Couleurs : Liliane Denayer
- 25 Clifton et les Gauchers contrariés, Le Lombard, Bruxelles, février 2016
Scénario : Zidrou - Dessin : Turk - Couleurs : Kaël -  (ISBN 978-2-8036-3624-2)
- 26 Just married , Le Lombard, Bruxelles, septembre 2017
Scénario : Zidrou - Dessin : Turk - Couleurs : Kaël -  (ISBN 978-2-8036-7009-3)
- 27 Le Dernier des Clifton , Le Lombard, Bruxelles, octobre 2023
Scénario : Zidrou - Dessin : Turk - Couleurs : Kaël -  (ISBN 978-2-8082-1146-8)

## Adaptation
- En 1984, les studios Belvision adaptèrent les enquêtes de Clifton dans un court-métrage de cinq minutes titré Clifton - un pépin pour Clifton.